# لمفوما الخلايا البائية
اللمفومات بائية الخلايا أو لمفومة لمفاوية (بالإنجليزية: B-cell lymphoma)‏ هي أنواع من اللمفوما تؤثر على الخلايا البائية. اللمفومات هي سرطانات دموية في العقد الليمفية، وهي تتطور بشكل متكرر أكثر لدى البالغين الأكبر سنًا والأفراد منقوصي المناعة.